# 贝尔纳·伊诺
贝尔纳·伊诺（法語：Bernard Hinault，法語發音：[bɛʁnaʁ ino]，1954年11月14日—）法國著名自行車手，分別五次獲得環法自由車賽總排名第一(1978, 1979, 1981, 1982, 1985)。多次贏得公路自由車「大滿貫」（環法自由車賽，環意自由車賽，環西自由車賽）。因比賽時有「咬住不放」的名聲，外號「獾」。